# جامعة توماس جيفرسون
جامعة توماس جيفرسون هي جامعة بحثية خاصة في فيلادلفيا، بنسلفانيا. تأسست الجامعة في أول شكل لها عام 1824، واندمجت رسميًا مع جامعة فيلادلفيا في عام 2017. للدلالة على تراثها، تحمل الجامعة أحيانًا تسمية جيفرسون (جامعة فيلادلفيا + جامعة توماس جيفرسون) في علامتها التجارية. وهي مصنفة ضمن «R2: دكتوراه جامعات - نشاط بحثي عالي».

## التاريخ

### جامعة فيلادلفيا

شعار جامعة فيلادلفيا القديم

في معرض الذكرى المئوية لعام 1876، لاحظ مصنعو المنسوجات المحليون أن صناعة النسيج في فيلادلفيا كانت متأخرة عن قدرة منافسيها وتقنياتهم وقدراتهم. في عام 1880، شكلوا جمعية فيلادلفيا لمصنعي المنسوجات، مع ثيودور سي سيرتش كرئيس لها للنضال من أجل زيادة الرسوم الجمركية على المنسوجات المستوردة وتثقيف قادة المنسوجات المحليين. انضم البحث إلى مجلس إدارة متحف فيلادلفيا ومدرسة الفنون الصناعية (الآن متحف فيلادلفيا للفنون وجامعة الفنون)، معتقدًا أنه الشريك المثالي لخططه للمدرسة وبدأ في جمع التبرعات في عام 1882.
في أوائل عام 1884 قام سيرتش بنفسه بتدريس الصفوف الأولى من مدرسة فيلادلفيا للمنسوجات لخمسة طلاب في شارع حديقة الربيع 1336 (Spring Garden Street). تم افتتاح المدرسة رسميًا في 5 نوفمبر 1884. انتقلت المدرسة إلى 1303-1307 شارع باتونوود في عام 1891 ثم انتقلت مرة أخرى في عام 1893.
كان الالتحاق ينمو باطراد والمدرسة ترفض «زملاء شباب لامعين» بسبب نقص المساحة. استحوذت المدرسة على معهد فيلادلفيا السابق للصم والبكم في زاوية شارعي برود آند سبروس مما سمح بالتوسع السريع في العروض الأكاديمية وقدرة الطلاب.
في عام 1942 مُنحت المدرسة الحق في منح درجات البكالوريا وغيرت اسمها إلى معهد فيلادلفيا للمنسوجات (PTI). في عام 1949 بعد أن قررت قطع علاقاتها مع المتحف انتقلت PTI إلى موقعها الحالي في قسم إيست فولز في فيلادلفيا.
في عام 1961 غيرت المدرسة اسمها مرة أخرى إلى كلية فيلادلفيا للمنسوجات والعلوم، لكنها كانت لا تزال تُعرف باسم فيلادلفيا تكستايل باختصار. تضاعف عدد طلاب الجامعة بين عامي 1954 و1964، وتضاعف مرة أخرى بحلول عام 1978، مع إدخال برامج في الفنون والعلوم وإدارة الأعمال. اشترت الكلية عقارًا مجاورًا في عام 1972، مما ضاعف حجم حرمها الجامعي. في عام 1976، قدمت أول درجة جامعية لها، ماجستير إدارة الأعمال. أدى شراء عقارات إضافية في إيست فولز في عامي 1980 و1988 إلى مضاعفة الحرم الجامعي تقريبًا مرة أخرى مما أدى إلى إضافة الفصول الدراسية والمختبرات البحثية ومساكن الطلاب والمرافق الرياضية. في عام 1992، كانت تغطي مساحة 54,000 قدم مربع (5,000 م2) افتتحت مكتبة بول ج. جوتمان.
خلال التسعينات بدأت الكلية بتقديم تخصصات جامعية في مجموعة واسعة من المجالات، مما أدى إلى منح الكلية مكانة جامعية من قبل كومنولث بنسلفانيا في عام 1999. صوت مجلس الأمناء على تغيير اسم الكلية إلى جامعة فيلادلفيا، في 13 يوليو 1999. فضل المدرسة اختصار أطول من "PhilaU"، بدلا من الاختصار البسيط من حرفين «بو»، وذلك بسبب أن الأخيرة تشترك مع المدارس الأخرى أو أنها كثيرا ما يُقصد بها بالمحاكاة الصوتية (رائحة الجسم).

### جامعة توماس جيفرسون

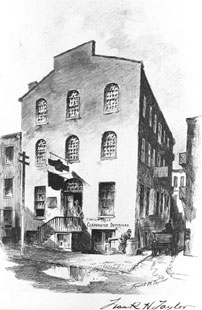
مسرح تيفولي في فيلادلفيا، المنزل الأول لكلية جيفرسون الطبية

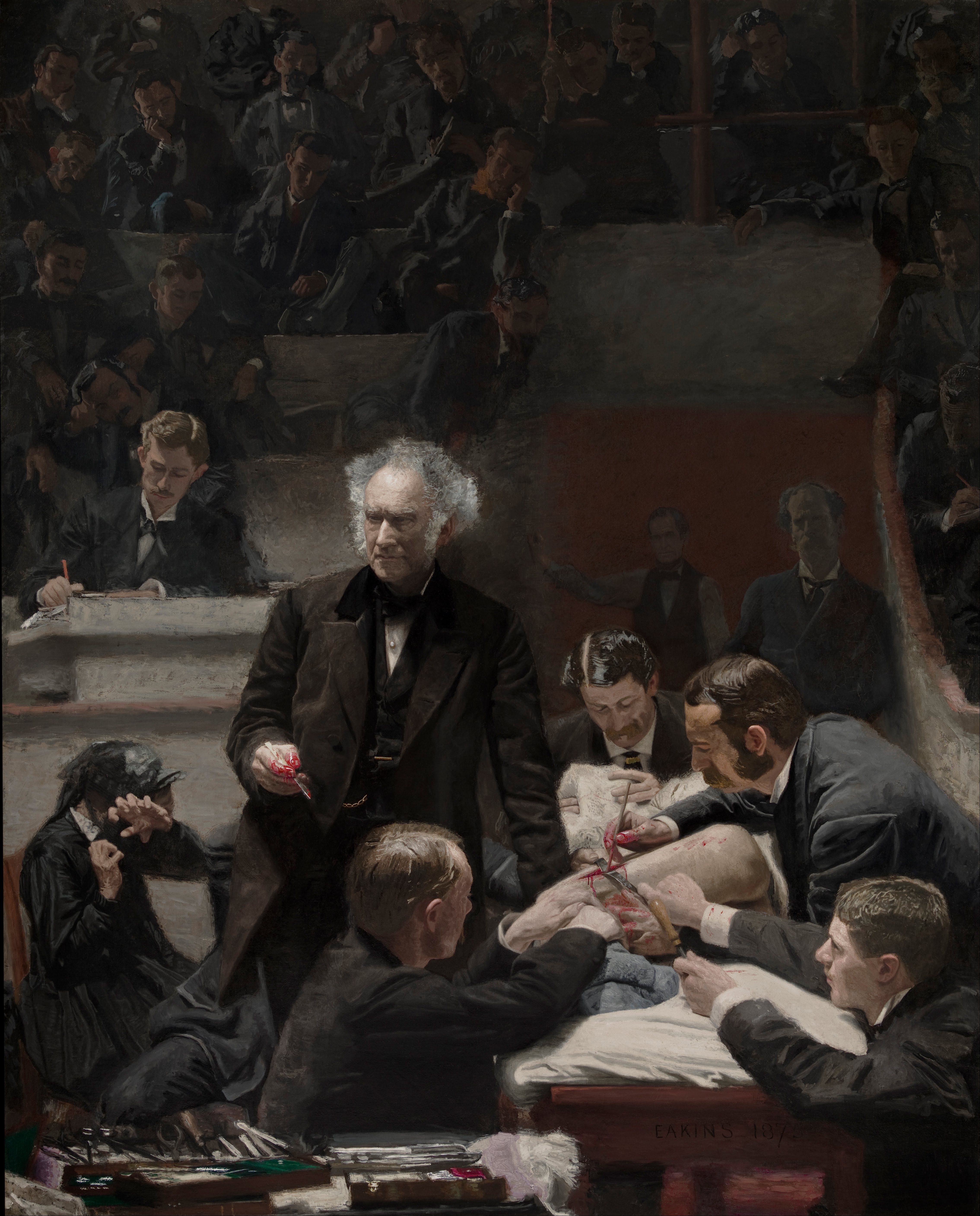
لوحة توماس إيكنز عيادة غروس، الموجودة في جامعة جيفرسون من 1876 إلى 2006

بدأت جامعة توماس جيفرسون كمدرسة طبية. خلال أوائل القرن التاسع عشر، تم إحباط العديد من المحاولات لإنشاء مدرسة طبية ثانية في فيلادلفيا، إلى حد كبير من قبل خريجي كلية الطب بجامعة بنسلفانيا. في محاولة للتحايل على هذه المعارضة، أرسلت مجموعة من أطباء فيلادلفيا بقيادة جورج ماكليلان رسالة عام 1824 إلى أمناء كلية جيفرسون (الآن كلية واشنطن وجيفرسون) في كانونسبيرج في بنسلفانيا، تطلب منهم إنشاء قسم طبي في فيلادلفيا. وافق الأمناء على إنشاء القسم الطبي لكلية جيفرسون في فيلادلفيا عام 1825. استجابةً لطلب ثانٍ، منحت الجمعية العامة لولاية بنسلفانيا توسيعًا لميثاق كلية جيفرسون في عام 1826، وأيدت إنشاء القسم الجديد والسماح لها بمنح شهادات طبية. تم تعيين 10 أمناء آخرين لكلية جيفرسون بما في ذلك جويل بارلو ساذرلاند للإشراف على المنشأة الجديدة من فيلادلفيا، بسبب صعوبة إدارة قسم طبي على الجانب الآخر من الولاية. بعد ذلك بعامين مُنح هذا المجلس الثاني سلطة إدارة القسم الطبي بينما حافظ أمناء كلية جيفرسون على حق النقض (الفيتو) للقرارات الكبرى.
تخرجت أول دفعة في عام 1826 ولم يتلقوا شهاداتهم إلا بعد الفصل في دعوى قضائية لإغلاق المدرسة. أقيمت الفصول الأولى في مسرح تيفولي في شارع برون في فيلادلفيا، والذي كان به أول عيادة طبية ملحقة بكلية الطب. بسبب فلسفة التدريس للدكتور ماكليلان، ركزت الفصول على الممارسة السريرية. في عام 1828 انتقل القسم الطبي إلى مبنى إيلي، والذي أتاح مساحة كبيرة للمحاضرات و«الحفرة»، وهي مدرج بسعة 700 مقعد للسماح للطلاب بمشاهدة العمليات الجراحية. يحتوي هذا المبنى على مستشفى ملحق، وهو ثاني ترتيب من نوعه لكلية / مستشفى طبية في الدولة، يخدم 441 مريضًا داخليًا و4659 مريضًا خارجيًا في عامه الأول من التشغيل. ماريون سيمز مؤسس طب النساء المستقبلي، درس هناك من 1834-1835 عندما تخرج. استمرت العلاقة مع كلية جيفرسون حتى عام 1838، عندما حصل القسم الطبي على ميثاق منفصل يسمح لها بالعمل بشكل منفصل باسم كلية جيفرسون الطبية. في هذا الوقت تم إخلاء جميع المعلمين بما في ذلك ماكليلان من المدرسة وقام الأمناء بتعيين جميع الأفراد الجدد للتدريس. وقد اعتبر هذا الوقت الذي أصبحت فيه المدرسة تعتبر مدرسة طبية «شرعية».
في عام 1841 استأجرت كلية جيفرسون الطبية ما سيُطلق عليه اسم «كلية 41»، وهي مجموعة مؤثرة من الأساتذة بما في ذلك تشارلز ديلوسينا ميجز ومؤسس متحف موتر توماس دنت موتر. ستُجري هذه المجموعة من الأساتذة العديد من التغييرات على جيفرسون - بما في ذلك توفير أسرة المرضى عبر متجر في شارع 10 وشارع سانسوم في عام 1844 - وسيظل الموظفون دون تغيير لمدة 15 عامًا. تضمنت دفعة التخرج عام 1849 ابن مؤسس الكلية جويل بارلو ساذرلاند، تشارلز ساذرلاند الذي ذهب للعمل كجراح عام في جيش الولايات المتحدة.
في عام 1882 أثارت قصة إحدى الصحف في فيلادلفيا برس تجربة مثيرة بعد أن قبض أحد الصحفيين على خاطفي الجثث يسرقون الجثث ويقدمونها إلى كلية جيفرسون الطبية لاستخدامها كجثث من قبل طلاب الطب. تم القبض على أربعة لصوص قبور وحكم عليهم بالسجن مويامينسينج لسرقة الجثث وبيعها لكلية جيفرسون الطبية بمعدل 8 دولارات للجثة. بعد الاعتقالات، تقرر أن نهب الجثث كان مستمرًا منذ تسع سنوات وتم بيع عدة مئات من الجثث إلى كلية جيفرسون الطبية.
الجراح الشهير وأستاذ التشريح في كلية جيفرسون الطبية، وليام فوربس، اعتقل لدوره في السرقات الخطيرة ولكن تمت تبرئة، ساعد فوربس كتابة قانون ولاية بنسلفانيا 1867 اسمه «قانون التشريح» الذي دعا إلى المستشفيات والسجون وأجنحة الصحة النفسية لتقديم جثث أولئك الذين ليس لديهم أسرة أو أموال للدفن إلى كليات الطب لإجراء البحوث التشريحية.
بسبب فضيحة سرقة المقابر في لبنان جزئيًا، تم تمرير قانون تشريح بنسلفانيا لعام 1883 والذي نص على الوسائل القانونية التي يمكن للكليات الطبية من خلالها الحصول على الجثث دون الحاجة إلى شرائها من لصوص القبور.
تم افتتاح مستشفى بسعة 125 سريرًا، وهو من أوائل المستشفيات في البلاد التابعة لكلية الطب، في عام 1877، وبدأت مدرسة للممرضات في عام 1891. أصبحت كلية الطب جامعة توماس جيفرسون في 1 يوليو 1969. كمركز رعاية صحية أكاديمي، يشارك جيفرسون حاليًا في التعليم والبحث الطبي ورعاية المرضى. كلية جيفرسون الطبية هي 9 أقدم كلية طب أمريكية موجودة اليوم.
في يناير 2007، باعت الجامعة لوحة توماس إيكنز عيادة غروس، والتي تصور عملية جراحية أجريت في المدرسة، مقابل 68 مليون دولار لأكاديمية بنسلفانيا للفنون الجميلة بالاشتراك مع متحف فيلادلفيا للفنون. نسخة معلقة في مكانها في جامعة جيفرسون.
في 17 يونيو 2014 تبرعت مؤسسة سيدني كيمل بمبلغ 110 مليون دولار لكلية جيفرسون الطبية مما دفع إلى الإعلان عن إعادة تسمية كلية جيفرسون الطبية لكلية سيدني كيمل الطبية. كان أكبر تبرع تلقّتْهُ الجامعة في تاريخها.

### الاندماج
في مايو 2017 أعلنت الجامعتان أنهما ستندمجان لتصبحا جامعة توماس جيفرسون.

## أكاديميون
| العلوم البيولوجية                | 130      |
| هندسة                            | غير مصنف |
| الطب: الرعاية الأولية            | 59       |
| الطب: البحث                      | 55       |
| التمريض: التخدير                 | 100      |
| التمريض: القبالة                 | 17       |
| التمريض: ماجستير                 | 90       |
| التمريض: دكتور في ممارسة التمريض | 100      |
| علاج بالممارسة                   | 6        |
| الصيدلة                          | 53       |
| علاج بدني                        | 49       |
| مساعد الطبيب                     | 74       |
| الصحة العامة                     | 82       |

| علم الأحياء والكيمياء الحيوية      | 372 |
| أنظمة القلب والأوعية الدموية       | 110 |
| بيولوجيا الخلية                    | 106 |
| الطب السريري                       | 128 |
| البيولوجيا الجزيئية وعلم الوراثة   | 221 |
| علم الأعصاب والسلوك                | 173 |
| علم الأورام                        | 74  |
| الأشعة والطب النووي والتصوير الطبي | 124 |
| جراحة                              | 48  |

تقدم الجامعة أكثر من 160 برنامجًا للطلاب الجامعيين والخريجين بما في ذلك كلية سيدني كيمل الطبية والكليات الرئيسية السابقة في جامعة فيلادلفيا:
- كلية العمارة والبيئة المبنية.
- كلية كانبر للتصميم والهندسة والتجارة.
- مدرسة الدراسات المهنية المستمرة.

## حرم الجامعة
يوجد حرمين جامعيين ومركز أبحاث

### إيست فولز

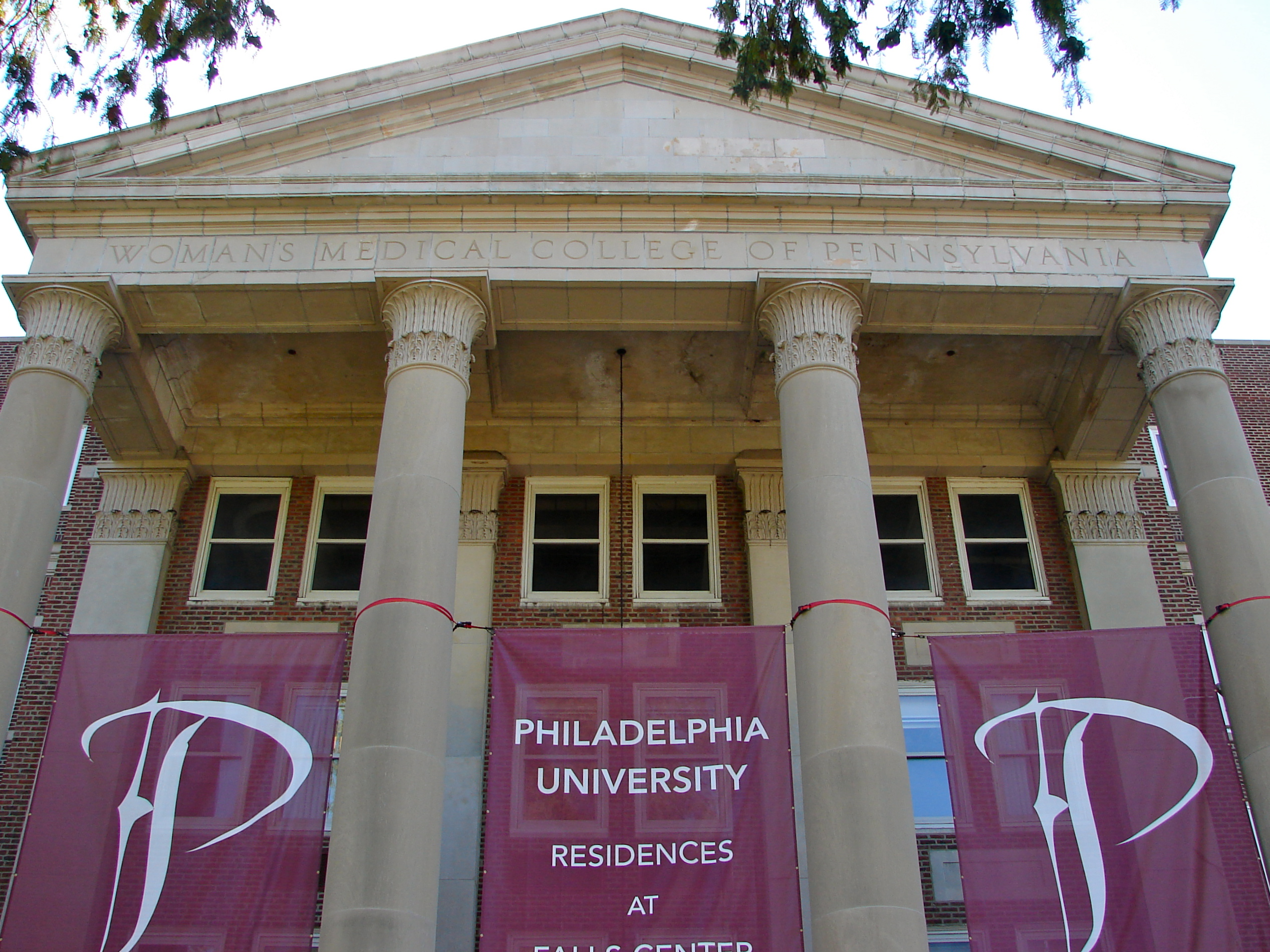
كلية طب المرأة في بنسلفانيا

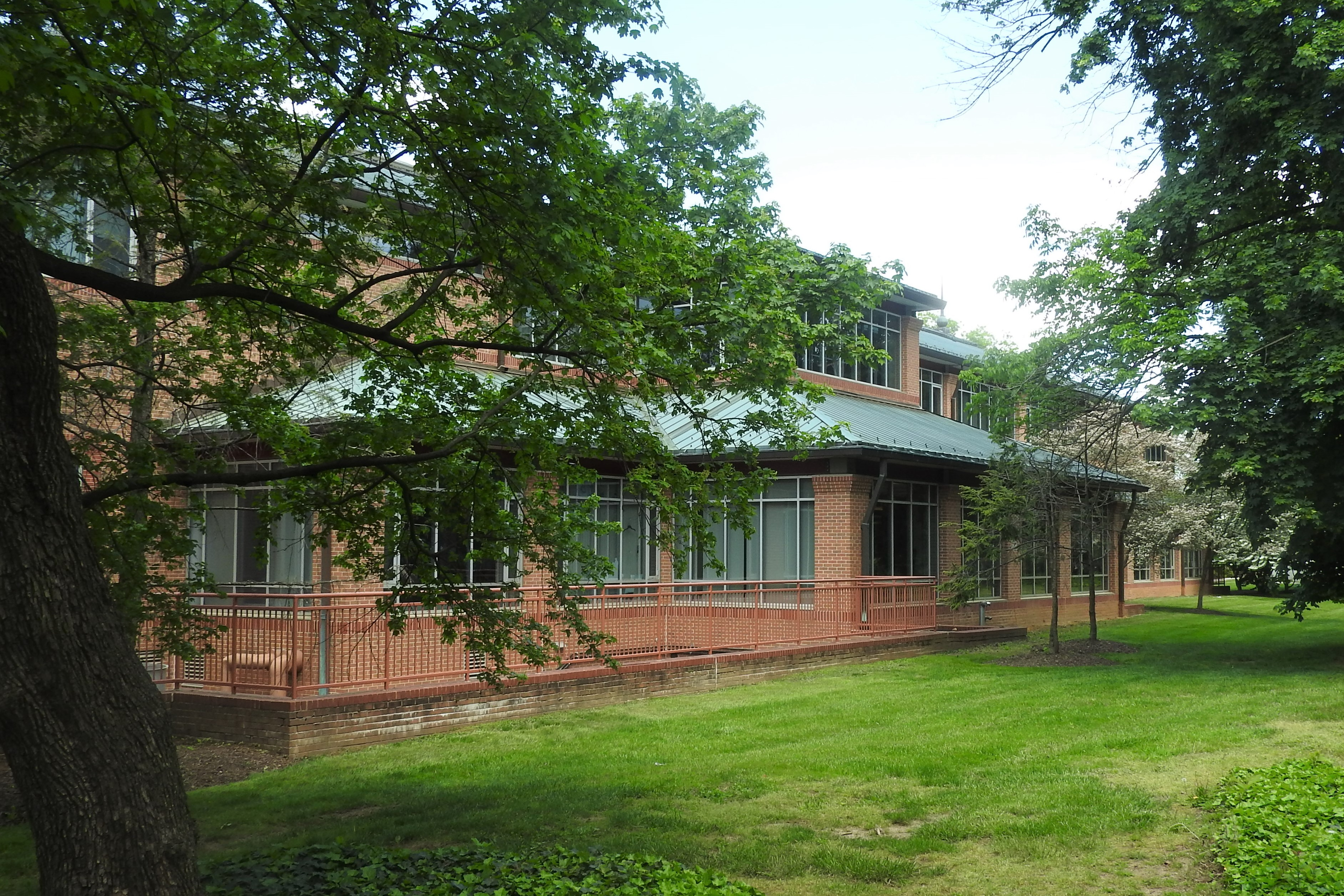
مكتبة بول جيه جوتمان

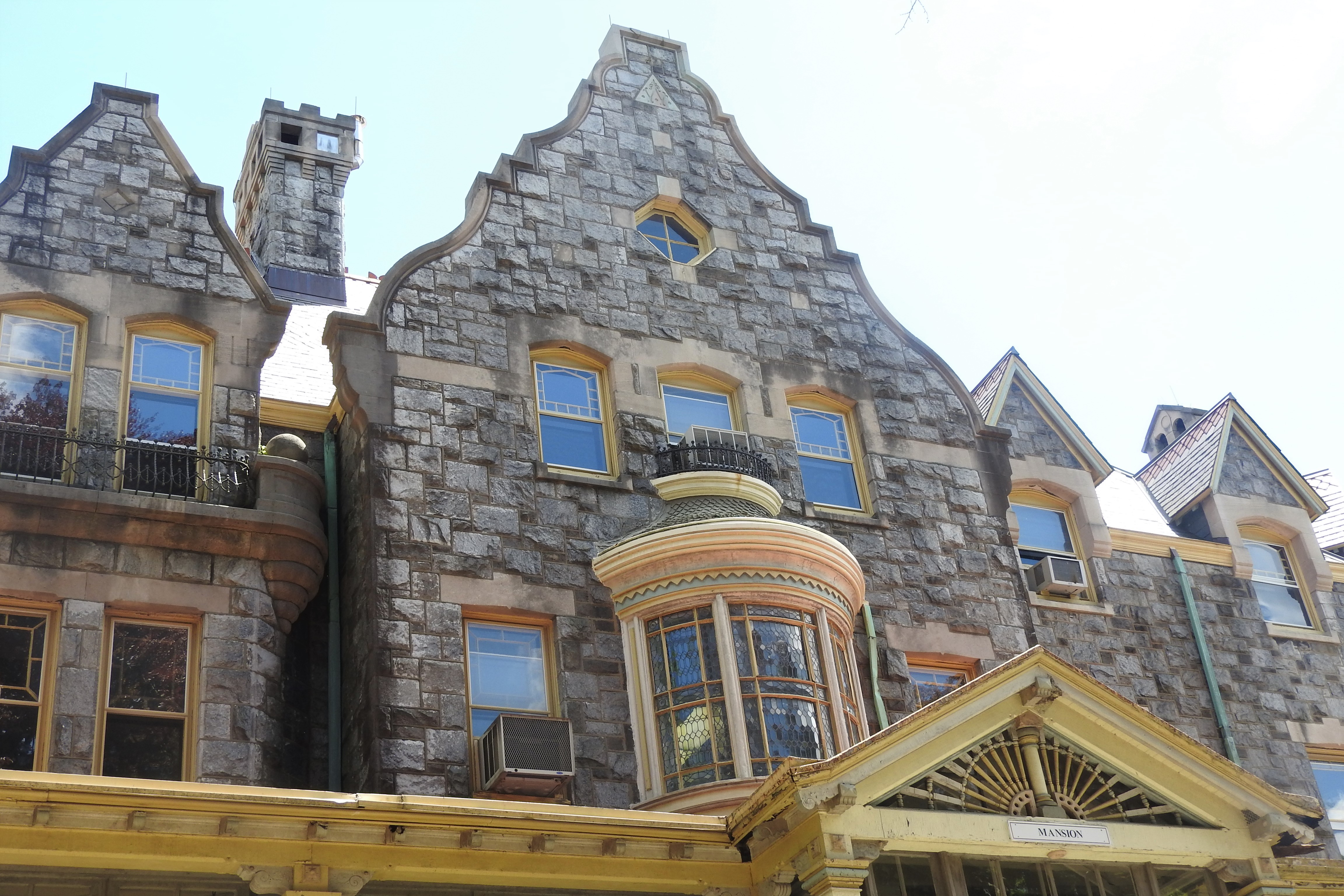
القصر في حرم إيست فولز

تقع جامعة إيست فولز 100 أكر (40 ها) يقع الحرم الجامعي المشجر على بعد عشر دقائق شمال غرب وسط المدينة، فيلادلفيا على خط سكة حديد تشيستنات هيل ويست للركاب في سيبتا. يتكون الحرم الجامعي من 52 مبنى بما في ذلك الفصول الدراسية والمختبرات والاستوديوهات ومكتبة بول غوتمان ومرافق الطلاب المقيمين والمعرض وأحدث الإضافات، 72,000 قدم مربع (6,700 م2) مركز كنبر الجامعي للطلاب وأعضاء هيئة التدريس والموظفين؛ مركز غالاغر الرياضي والاستجمام والتجمع؛ مركز ليد الذهبي للاستدامة وكفاءة الطاقة والتصميم ومركز ديك المبتكر. يقع الحرم الجامعي الفرعي في مقاطعة باكس.

### وسط البلدة

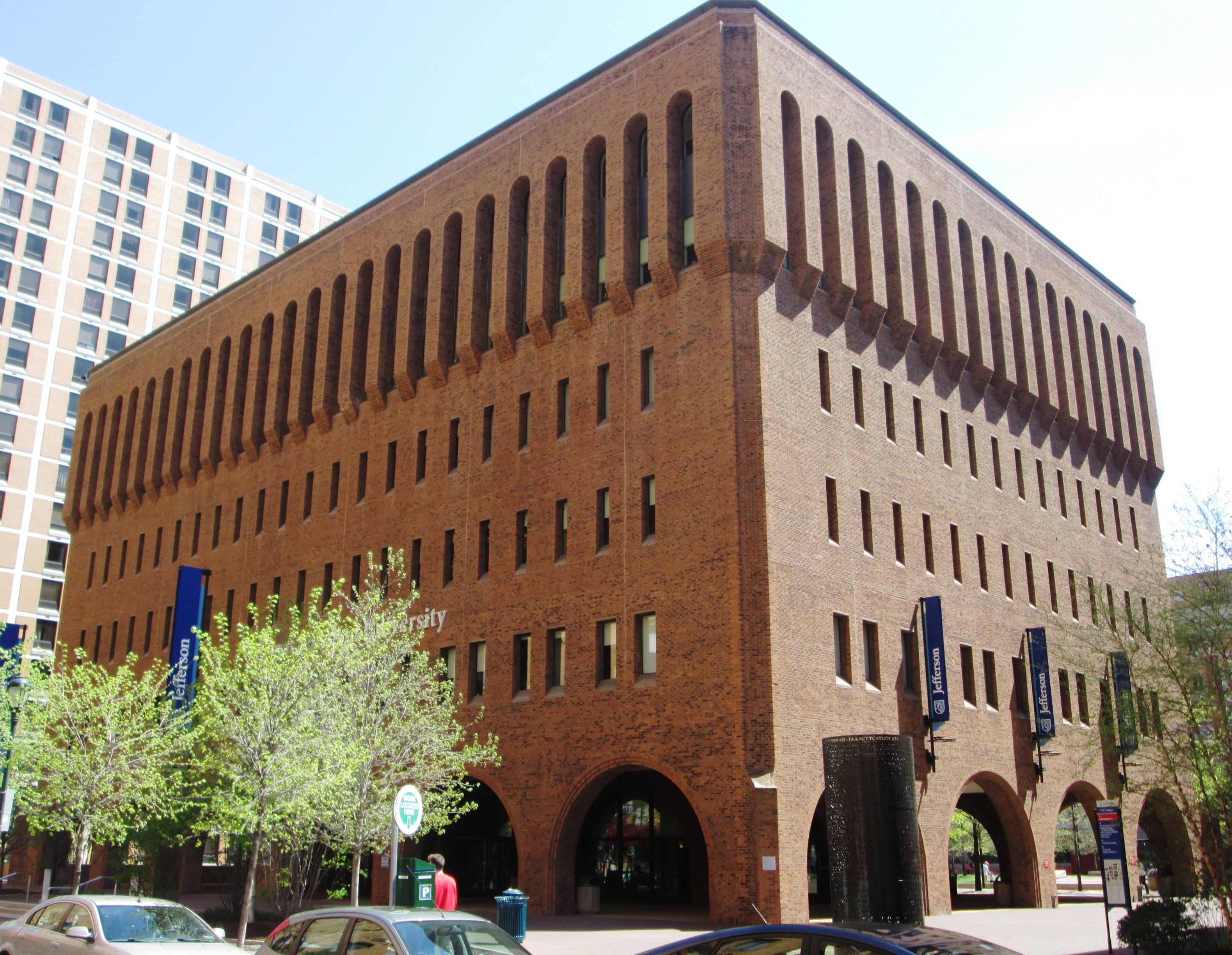
مكتبة سكوت التذكارية في الحرم الطبي بوسط المدينة

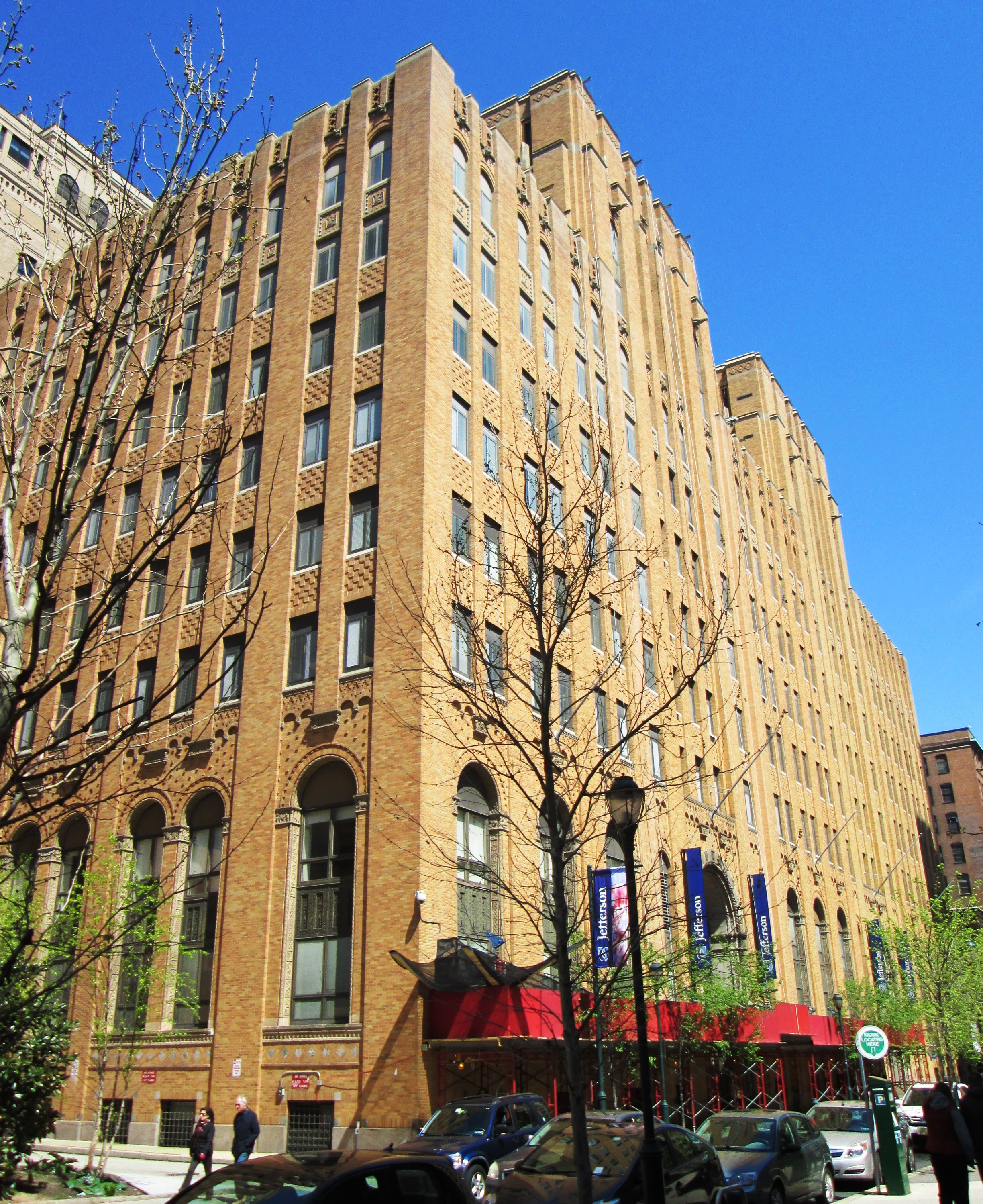
مبنى الكلية ومبنى كورتيس في حرم وسط المدينة

يقع المقر الرئيسي للحرم الجامعي في مدينة فيلادلفيا والمكاتب الطبية والمستشفى (يسمى Jefferson Health).

### مركز أبحاث مانايونك
بالإضافة إلى خصائصها الرئيسية تدير جامعة جيفرسون مركز أبحاث جامعة فيلادلفيا، والذي يقع في مصنع نسيج تم ترميمه (افتتح في الأصل عام 1864) في قسم مانايونك في فيلادلفيا، جنوب الحرم الجامعي الرئيسي. يحتوي مركز الأبحاث على كل من معهد الهندسة والتصميم ومختبر حماية الإنسان المهندسة.

## ألعاب القوى
تُعرف فرق جيفرسون الرياضية باسم جيفرسون رامز. اختارت المدرسة المدمجة الاحتفاظ بلقب PhilaU ويتبع البرنامج الرياضي المؤسسة العامة في استخدام العلامة التجارية "Jefferson" عند وصف الجامعة ككل.
تشتهر الجامعة ببرنامج كرة السلة للرجال، ولا سيما المدرب هيرب ماجي، الذي أصبح أنجح مدرب كرة سلة للرجال في تاريخ الرابطة الوطنية لرياضة الجامعات في 23 فبراير 2010، وتم إدخاله في فصل 2011 في قاعة مشاهير كرة السلة في نايسميث التذكارية. الآن في موسمه السادس والأربعين، يحتفل ماجي بمرور 54 عامًا في جامعة فيلادلفيا كطالب ولاعب ومدرب، وقد أبرزته بطولة الجامعات لكرة السلة في عام 1970. حصل ماجي على درجة الدكتوراه الفخرية في الآداب الإنسانية من الرئيس ستيفن سبينيلي جونيور في حفل التخرج رقم 125 لجامعة فيلادلفيا في عام 2009.
برنامج كرة السلة للسيدات بالجامعة تحت إشراف المدير الرياضي ومدرب كرة السلة للسيدات توم شيرلي. فاز شيرلي، الذي كان مديرًا لألعاب القوى بالجامعة منذ عام 1992، في 607 مباراة، مما جعله يحتل المركز السادس في قائمة فوز بطولة الجامعات القسم الثاني والمركز 30 في قائمة الفائزين بالتدريب المهني لجميع الأقسام في رياضات الجامعات. في 19 يناير 2011 حقق شيرلي فوزه رقم 600 عندما هزم فريق كلية تشيستنت هيل 76-60.
في موسم 2006-2007، بدأت جامعة فيلادلفيا برنامج تجديف تحت إشراف المدرب كريس أوبراين. في موسمها الافتتاحي، فازت بسباقٍ في بطولة سيدات المبتدئ الثقيل الثامنة. كان موسم 2008-2009 ملحوظًا أيضًا في نجاح فرق التنس للرجال والسيدات، حيث فاز كلاهما بمؤتمر كوليجيت وسط المحيط الأطلسي (CACC). 

## خريجون متميزون
- أدريان بروكس (78)، لاعب كرة قدم محترف سابق.
- جيمس بي باجيان، طبيب ومهندس ورائد فضاء سابق في ناسا.
- بات تشامبرز، مدرب كرة السلة للرجال بجامعة ولاية بنسلفانيا.
- جاكوب مينديز دا كوستا، مكتشف متلازمة دا كوستا.
- بوب فايل، لاعب بيسبول سابق في دوري البيسبول، تورنتو بلو جايز.
- كارلوس فينلي، رائد أبحاث الحمى الصفراء، أكد أنها انتقلت عن طريق الزاعجة المصرية.
- ويليام س. فوربس، أستاذ التشريح.
- جون هيشام جيبون، مخترع آلة القلب والرئة. حصل على جائزة لاسكر.
- روبرت جالو مكتشف فيروس نقص المناعة البشرية؛ حصل على جائزة لاسكر مرتين.
- كيرميت جوسنيل، مقدم خدمات إجهاض وقاتل مدان.[25]
- صموئيل دي جروس، جراح الصدمات الأكاديمي؛ يشار إليه باسم «إمبراطور الجراحة الأمريكية».
- مالكولم سي جرو، أول جراح عام في سلاح الجو الأمريكي.
- شوفالييه جاكسون، والد التنظير (جنبًا إلى جنب مع فيليب بوزيني).
- موريس كانبار (52، H'03)، مخترع وفاعل خير.
- هربرت كليبر، طبيب نفسي وباحث في تعاطي المخدرات.
- وليام ويليامز كين، أول جراح أعصاب يزيل ورم في المخ بنجاح.
- كيرتس كينج، لاعب بيسبول سابق في دوري البيسبول، سانت لويس كاردينالز.
- هوارد كيرين، طبيب، جراح، صاحب رأسمال مغامر.
- روبرت جي لاهيتا، طبيب وطبيب باطني وأخصائي أمراض الروماتيزم، اشتهر بأبحاثه في مرض الذئبة الحمامية الجهازية وأمراض المناعة الذاتية الأخرى.
- هيرب ماجي، المدرب الرئيسي لفريق كرة السلة للرجال جيفرسون.
- مارتي مكاري، جراح، أستاذ ومؤلف.
- سيلاس وير ميتشل، والد علم الأعصاب الطبي.
- ديفيد إل. ريتش (82)، طبيب تخدير وأستاذ جامعي؛ رئيس وكبير مسؤولي العمليات في مستشفى ماونت سيناي.
- أجرى جاكوب دا سيلفا سوليس-كوهين أول عملية استئصال للحنجرة لسرطان الحبل الصوتي.
- جريج ويلسون، المدرب السابق لفريق رامز لكرة القدم للرجال، ولاعب محترف.

## روابط خارجية
- الموقع الرسمي